# Bernice (Louisiana)
Bernice és una població dels Estats Units a l'estat de Louisiana. Segons el cens del 2000 tenia 1.809 habitants.

## Demografia
Segons el cens del 2000, Bernice tenia 1.809 habitants, 668 habitatges, i 452 famílies. La densitat de població era de 220,3 habitants/km².
Dels 668 habitatges en un 31,9% hi vivien nens de menys de 18 anys, en un 39,2% hi vivien parelles casades, en un 25,4% dones solteres, i en un 32,2% no eren unitats familiars. En el 29,3% dels habitatges hi vivien persones soles el 14,4% de les quals corresponia a persones de 65 anys o més que vivien soles. El nombre mitjà de persones vivint en cada habitatge era de 2,56 i el nombre mitjà de persones que vivien en cada família era de 3,17.
Per edats la població es repartia de la següent manera: un 27,7% tenia menys de 18 anys, un 11,1% entre 18 i 24, un 23,6% entre 25 i 44, un 18,5% de 45 a 60 i un 19,2% 65 anys o més.
L'edat mediana era de 35 anys. Per cada 100 dones de 18 o més anys hi havia 68,8 homes.
La renda mediana per habitatge era de 20.602 $ i la renda mediana per família de 27.708 $. Els homes tenien una renda mediana de 20.903 $ mentre que les dones 17.083 $. La renda per capita de la població era d'11.279 $. Entorn del 24,9% de les famílies i el 30,8% de la població estaven per davall del llindar de pobresa.

## Poblacions més properes
El següent diagrama mostra les poblacions més properes.